# Geretsried
Geretsried är en stad i Oberbayern i Bayern i Tyskland och är den största staden i Landkreis Bad Tölz-Wolfratshausen.

## Transport
Staden lyder under Münchens kollektivtrafikzon Regionalbussar sammanbinder staden med Wolfratshausen och Bad Tölz. Man planerar att bygga ut linje S7 i Münchens pendeltågnät från Wolfratshausen till Geretsried. 

### Fotnoter
1. ↑  Alle politisch selbständigen Gemeinden mit ausgewählten Merkmalen am 31.12.2018 (4. Quartal) (på tyska), Statistisches Bundesamt, läs online, läst: 10 mars 2019.[källa från Wikidata]
2. ↑  Alle politisch selbständigen Gemeinden mit ausgewählten Merkmalen am 31.12.2023, Statistisches Bundesamt, 28 oktober 2024, läs online, läst: 16 november 2024.[källa från Wikidata]
3. ↑  ”Alle politisch selbständigen Gemeinden mit ausgewählten Merkmalen am 31.03.2020” (Excel). Statistisches Bundesamt. 2020. https://www.destatis.de/DE/Themen/Laender-Regionen/Regionales/Gemeindeverzeichnis/Administrativ/Archiv/GVAuszugQ/AuszugGV1QAktuell.xlsx?__blob=publicationFile. Läst 4 februari 2021.
4. ↑  ”Arkiverade kopian”. Arkiverad från originalet den 3 december 2017. https://web.archive.org/web/20171203213103/http://www.mvv-muenchen.de/de/der-mvv/die-mvv-gmbh/konzeption/s-bahn-planung/index.html. Läst 2 februari 2014.